# Perfect Day (Lou-Reed-Lied)
Perfect Day ist ein Lied des US-amerikanischen Rockmusikers Lou Reed, das im November 1972 erschien. Das Stück gewann im Laufe der Jahre immer wieder an Aufmerksamkeit, sei es durch seine diversen Coverversionen oder auch als Soundtrackverwendung.

## Entstehung und Veröffentlichung
Getextet und komponiert wurde das Lied alleine vom Interpreten selbst. Für die Produktion zeichneten David Bowie und Mick Ronson verantwortlich.
Die Erstveröffentlichung von Perfect Day erfolgte am 8. November 1972 bei RCA Victor, als Teil von Reeds zweiten Studioalbum Transformer (Katalognummer: LSP-4807). Im Januar des Folgejahres erschien das Lied zudem als B-Seite der Single Walk on the Wild Side (Katalognummer: 74-0887).

## Inhalt

### Text
Das Lied stellt die idealisierte Beschreibung eines perfekten Tages dar. Manche Kommentatoren verstehen den Text wegen seiner simplen und romantischen Grundstimmung als eine Anspielung auf Reeds intime Beziehung zu seiner späteren ersten Frau Bettye Kronstadt und seine Probleme mit der eigenen Sexualität, mit Drogen und mit seinem Ego. Andere Kommentatoren sehen den Text als Zeichen von Reeds ironisierter Einstellung zu seiner eigenen Heroinabhängigkeit bzw. als „Heroin-Song“.
Hierfür wird etwa die mehrfach wiederholte Schlusszeile (ein Bibelzitat) als Argument angeführt, durch die der Song eine düstere Wendung erhält: You′re going to reap just what you sow. („Am Ende erntet man, was man sät.“) Folgt man der Heroin-These, so deutet der Text hier an, dass die anfangs glückbringende Droge später ihren Preis fordern wird.

### Komposition
Die Strophen stehen in A-Moll und benutzen Töne aus der melodischen und harmonischen Molltonleiter. Der Refrain steht dagegen in A-Dur. Die ersten fünf Takte der Strophen bilden zwei ii-V-I-Folgen (IIm-V-I; die Kleinschreibung bezeichnet Moll, groß Dur), die beide einen Ganzton tiefer enden, sodass die alte I-Tonika die neue zweite (IIm) ist. Allerdings benutzt der zweite Turnaround anstatt des II-Mollakkords den II-Durakkord. Das Schema endet mit einem IVm-V-I (IVm ist die Mollsubdominante), also einer Vollkadenz in Moll, und endet auf der Tonika.
Anfänglich klingen die IIm-V-I-Sequenzen wie ein Muster in endlos absteigenden Tonarten (ein typisches Jazz-Motiv), wegen der Terzerhöungen von IIm zu II bleibt das ganze Lied jedoch streng in der Ausgangstonart, verwendet aber Akkorde (wie IVm und IVm), die ihre Töne aus melodischen oder harmonischen Molltonleitern beziehen. In der Ausgangstonart notiert, lautet der Akkordablauf in den Strophen Im IV VII III bVI IVm V.

## Rezeption
1996 fand das Lied erneut mediale Aufmerksamkeit als Teil des Soundtracks des britischen Filmdramas Trainspotting – Neue Helden.
Das Lied war titelgebend für den oscarnominierten Spielfilm Perfect Days (2023) von Wim Wenders und kommt auch in dem Film vor.

## Kommerzieller Erfolg

### Chartplatzierungen
Perfect Day avancierte zum Veröffentlichungszeitpunkt zum Charthit in Belgien-Wallonien, wo es im Mai 1973 Rang 43 erreichte. Nach dem Tod Reeds stieg es darüber hinaus erstmals postum in Österreich (Rang 73), der Schweiz (Rang 63) und dem Vereinigten Königreich (Rang 45) in die Singlecharts ein.
| ChartsChartplatzierungen     | Höchstplatzierung | Wochen |
| ---------------------------- | ----------------- | ------ |
| Österreich (Ö3)              | 73 (1 Wo.)        | 1      |
| Schweiz (IFPI)               | 63 (1 Wo.)        | 1      |
| Vereinigtes Königreich (OCC) | 45 (1 Wo.)        | 1      |

### Auszeichnungen für Musikverkäufe
| Land/Region                  | Auszeichnungen für Musikverkäufe (Land/Region, Auszeichnung, Verkäufe) | Verkäufe |
| ---------------------------- | ---------------------------------------------------------------------- | -------- |
| Italien (FIMI)               | Gold                                                                   | 25.000   |
| Neuseeland (RMNZ)            | Platin                                                                 | 30.000   |
| Spanien (Promusicae)         | Gold                                                                   | 30.000   |
| Vereinigtes Königreich (BPI) | Platin                                                                 | 600.000  |
| Insgesamt                    | 2× Gold · 2× Platin ·                                                  | 685.000  |

## Coverversionen und Adaptionen

### British Broadcasting Corporation

#### Original-Neueinspielung

##### Hintergrund
Die BBC präsentierte das Lied 1997 im Rahmen einer aufwändigen Werbekampagne für Rundfunkgebühren. Dazu wurde ein Werbefilm mit der Musik von Perfect Day gedreht, der im Fernsehen und im Kino lief und in dem neben Lou Reed andere bekannte Künstler wie Elton John, Bono, David Bowie oder Tom Jones zu sehen waren. Bezogen auf die Gebühren endete der Film mit den Worten: „Egal, welcher Musikgeschmack, die BBC und das Fernsehen bedienen ihn. Das ist nur dank der einmaligen Art möglich, wie die BBC dafür von Ihnen bezahlt wird. Sie machen es zu dem, was es ist.“ und war unterlegt mit den sich wiederholenden Worten „Ihr werdet ernten, was ihr gesät habt“, was der Guardian als die „plumpe Botschaft: Unterschreib weiter den Scheck“ bezeichnete. Im Zusammenhang mit den Vorwürfen der kommerziellen Konkurrenz, dass die BBC sehr viel Geld für diesen Film ausgegeben habe, wurde bekannt, dass jeder Künstler einen symbolischen Betrag von £250 für sein Vertrauen in die BBC erhalten hatte.
Aufgrund der öffentlichen Kritik veröffentlichte die BBC im Oktober 1997 das Lied als Single zugunsten der Aktion Children in Need. Jede Textzeile wurde von einem anderen bekannten Künstler gesungen. Die Veröffentlichung enthielt zwei zusätzliche Versionen des Liedes – eine gesungen von weiblichen Künstlern, eine von männlichen. Über die Liste der beteiligten Künstler sagte Lou Reed: „Ich war nie mehr beeindruckt von der Interpretation eines meiner Lieder“. Die BBC produzierte ebenfalls eine Weihnachtsversion des dazugehörigen Musikvideos. In Großbritannien war das Stück drei Wochen Nummer eins der Charts. Es wurden über eine Million Exemplare verkauft, und die Single spielte innerhalb von sechs Jahren £2.125.000 für wohltätige Zwecke ein.

##### Mitwirkende
Beteiligte waren neben den Künstlern, die auch in dem Werbespot zu sehen waren (in der Reihenfolge ihres Erscheinens):
- Bono
- Skye Edwards (von Morcheeba)
- David Bowie
- Suzanne Vega
- Elton John
- Boyzone
- Lesley Garrett
- Burning Spear
- Thomas Allen
- Brodsky Quartet
- Heather Small (von M People)
- Emmylou Harris
- Tammy Wynette
- Shane MacGowan
- Sheona White (Tenorhorn)
- Dr. John
- Robert Cray
- Hugh Morgan (von Fun Lovin’ Criminals)
- Ian Broudie (von The Lightning Seeds)
- Gabrielle
- Evan Dando (von The Lemonheads)
- Courtney Pine (Sopransaxophon)
- BBC Symphony Orchestra
- Brett Anderson (von Suede)
- Visual Ministry Choir
- Joan Armatrading
- Laurie Anderson
- Tom Jones

##### Kommerzieller Erfolg
Chartplatzierungen
| ChartsChartplatzierungen     | Höchstplatzierung | Wochen |
| ---------------------------- | ----------------- | ------ |
| Deutschland (GfK)            | 54 (9 Wo.)        | 9      |
| Österreich (Ö3)              | 24 (7 Wo.)        | 7      |
| Schweiz (IFPI)               | 37 (5 Wo.)        | 5      |
| Vereinigtes Königreich (OCC) | 1 (22 Wo.)        | 22     |

Auszeichnungen für Musikverkäufe

| Land/Region                  | Auszeichnungen für Musikverkäufe (Land/Region, Auszeichnung, Verkäufe) | Verkäufe  |
| ---------------------------- | ---------------------------------------------------------------------- | --------- |
| Belgien (BRMA)               | Gold                                                                   | 25.000    |
| Norwegen (IFPI)              | Platin                                                                 | 20.000    |
| Vereinigtes Königreich (BPI) | 2× Platin                                                              | 1.540.000 |
| Insgesamt                    | 1× Gold · 3× Platin ·                                                  | 1.585.000 |

#### Nachfolger
Aufgrund des Erfolges des Musikvideos zu Perfect Day produzierte die BBC zwei weitere Kampagnen. Die erste war im Dezember 1998 unter dem Namen Future Generations eine Kombination aus einer Vielzahl von Prominenten und bekannten Kindersendungen der BBC. Die zweite unter dem Namen Shaggy Dog Story zeigte verschiedene Komiker und Schauspieler, die eine langatmige Geschichte (sog. Shaggy Dog Story) erzählten, für jede Zeile ein anderer Künstler. Eine zweite kürzere Shaggy Dog Story unter dem Titel Mammals vs. Insects wurde im Januar 2000 ausgestrahlt.
Unter dem Titel A Perfect Night produzierte die BBC 2000 eine Musiksendung, die live im Fernsehen übertragen wurde. Sie endete mit einer Aufführung von Perfect Day. Zur Besetzung gehörten Rolf Harris und am Anfang und am Ende Lou Reed. Obwohl Millionen Zuschauer die Sendung sahen, floppte die Single, die das Ereignis begleiten sollte, in den Charts und erreichte Mitte Juni 2000 Platz 69.

### Weitere Coverversionen (Auswahl)
- Duran Duran veröffentlichten Perfect Day als Singleauskopplung aus ihrem 1995er Coveralbum Thank You. Die Version erreichte Platz 28 der britischen Singlecharts.
- Kirsty MacColl im Duett mit Evan Dando auf ihrem 1995er Album Galore.
- Die kalifornische Punk-Band T.S.O.L. auf ihrer EP 4 Songs – 2005.
- Chris Whitley verwendete das Lied als Namensgeber für sein 2000er Album Perfect Day.
- Patti Smith auf ihrer EP Two More.
- Antony Hegarty auf Reeds Wunsch auf seinem 2003er Album Raven.
- Leningrad Cowboys auf ihrem 2006er Album Zombie’s Paradise.
- Glenn Gregory, Leadsänger von Heaven 17, coverte das Lied auf dem 1982er British-Electric-Foundation-Album Music of Quality and Distinction Volume 1.
- Dionysis Savvopoulos verwendete die Musik und schrieb einen eigenen Text: Μέρα Όμορφη (Mera Omorfi, Beautiful Day).
- Die dänische Metalband Forever Still auf ihrem Album Breathe in Colours im Jahr 2019.

Des Weiteren spielten das Stück zahlreiche Künstler live, beispielsweise Amanda Palmer und Zemfira 2006 und Wolfmother 2008. Coldplay spielte eine Akustikversion auf dem Isle of Wight Festival 2006.